# Il gioco continua
Il gioco continua è un EP di Edoardo Bennato pubblicato nel 1988.

## Il disco
Fu pubblicato nel 1988, sulla scia del precedente doppio Edoardo live. Il disco contiene alcuni pezzi già editi appositamente ri-arrangiati più due cover di pezzi esteri una delle quali è la title track, versione italiana del classico di Joe South del 1969, Games people play, che aveva già conosciuto una cover italiana dal titolo Avevo una bambola. Tutto fa pensare a un lavoro nato per soddisfare le pressanti richieste della casa discografica Virgin Dischi più che le urgenze creative di Bennato: il testo de Il gioco continua infatti descrive come un artista sia continuamente vessato dalle case discografiche, che per aumentare i guadagni, chiedono di pubblicare nuovi dischi, sottraendo tempo libero da dedicare alla propria amata. Da Il gioco continua e da Napule Napule vengono tratti due video che ottengono un discreto successo.

Una ragazza e Cinque secoli fa sono nuove versioni di brani già comparsi rispettivamente negli album È arrivato un bastimento e Kaiwanna; in particolare, Cinque secoli fa presenta alcune modifiche nel testo. Chissà chissà è l'inedita versione di studio di un brano che Bennato già eseguiva nella tournée del 1987, pubblicandolo quindi nel doppio Edoardo live. La traccia conclusiva è una ripresa della title-track.

## Tracce
Lato A
1. Il gioco continua (Games people play) - 4:25
2. Una ragazza - 2:46
3. Cinque secoli fa - 4:51

Lato B
1. Napule Napule (No more tears no more) - 5:20
2. Chissà chissà! - 3:51
3. Il gioco continua... ancora - 2:59

## Formazione
- Edoardo Bennato - voce, armonica
- Tony Esposito - batteria, tastiera, percussioni, voce
- Luciano Ninzatti - chitarra
- Mauro Spina - batteria
- Stefano Pulga - tastiera
- Roberto Melone - basso
- Stefano Melone - tastiera
- Pier Michelatti - basso
- Aida Cooper, Glen White, Silvio Pozzoli - cori